# Gaspar de la Cerda y Mendoza
Gaspar de la Cerda Silva Sandoval y Mendoza, comte de Galve (Pastrana, Espanya, 11 de gener de 1653 - El Puerto de Santa María, Espanya, 12 de març de 1697) va ser un virrei de Nova Espanya entre 1688 i 1696.
Durant el seu mandat va rebutjar diverses invasions de pirates anglesos, va fer gestions per millorar la resposta del govern davant desastres naturals i pacificar als tarahumares del nord.
No obstant això, el fet més destacat del seu govern és el Motí de 1692 a la Ciutat de Mèxic, causada per una sequera i fam a la capital. La plebs va prendre el Palau Reial de Mèxic i el va saquejar, cremant gran quantitat de documents i arxius. El virrei es va refugiar en un convent i va sufocar el motí, per això va manar executar sense judici als promotors.